# 낙산
낙산(駱山)은 대한민국 서울특별시 종로구·성북구에 걸쳐 있는 산이다. 산 전체가 중생대 쥐라기 대보 화강암으로 구성된 한국의 화강암 산으로, 조선의 수도 한양의 내사산(內四山) 중 하나이다. 낙산공원이 조성되어 있다.

## 역사
조선 시대에는 풍수지리상 명당이라 하여 한양에 수도가 입지하는 데에 큰 역할을 하였다. 낙산은 남산, 인왕산, 북악산과 함께 내사산(內四山)을 이루며, 주산인 북악산의 좌청룡(左靑龍)에 해당하고 우백호(右白虎)인 인왕산과 마주본다. 한양도성이 능선에 축성되었다.
조선 시대 도성 5대 명승지에 이름을 올린 낙산은 조선시대 때 문인들이 별장을 짓고 살 만큼 풍광이 아름답기로 널리 알려져 왔다. 조선시대에는 삼청(三淸)·인왕(仁王)·쌍계(雙鷄)·백운(白雲)·청학(淸鶴)을 도성 안의 5대 명승지로 손꼽았는데, 이 중 현재의 이화동에 있던 쌍계동이 기묘한 암석과 울창한 수림에 두줄기의 맑은 시냇물까지 있다 하여 세 번째로 꼽혔다.
일제는 1920년부터 펼쳐진 조선민립대학 설립운동을 봉쇄하기 위해 동숭동에 1924년에 경성제국대학 예과를 설립했고 1926년에 경성제국대학 법문학부와 의학부를 설립했다. 해방된 뒤에 이곳은 서울대학교 문리대, 법대, 의대로 바뀌었다. 해방 뒤에 이승만과 박정희의 독재가 계속되자 서울대 학생들은 권력에 맞서 싸웠고, 학생들이 거리로 몰려나오면 종로의 교통이 막혀 시민들은 무슨 일이 벌어졌는지 쉽게 알 수 있었다. 이 문제를 해결하기 위해 1975년에 흩어져 있던 서울대를 통합해서 관악산 자락으로 옮겼고, 그 뒤 서울대 터는 마로니에 공원을 중심으로 공원화되었다. 낙산은 마로니에 공원에서 반대편의 나지막한 언덕으로 보이는 곳이다.

## 지명 유래
산의 모습이 낙타 등처럼 볼록하게 솟았다고 하여 낙산 또는 낙타산(駱駝山)이라는 이름으로 불렸다. 고려 시대에 우유를 담당하는 우유소(牛乳所)라는 기관이 조선 시대에 타락색(駝酪色)으로 바뀌었는데, 낙산 일대에 궁중에 우유를 보급하던 왕실 직영 목장이 있어 타락산(駝酪山)으로도 불렸다.
낙산의 서쪽 동네는 동숭동이다. 조선 시대에는 낙산 자락에서 잣나무를 많이 길렀다 하여 본래 ‘백동’(栢洞)이라고 불렸는데, 1914년에 일제의 경성부가 동명을 만들면서 ‘숭교방 동쪽에 있는 동네’라고 하여 현재의 이름으로 개칭하였다.

## 낙산공원
2002년 6월 12일에 동숭동 산2-10 일대 152,443m2 면적이 낙산공원으로 조성되었다. 산의 중턱까지 아파트가 들어서 있었으나 서울시의 녹지 확충 계획에 의해 낙산공원으로 탈바꿈한 것이다.
시설
- 놀이마당 : 정상부에 위치한다.
- 제1전망광장
- 제2전망광장
- 제3전망광장
- 중앙광장
- 홍덕이밭
- 낙산 순성길 : 놀이마당부터 혜화문까지의 한양도성을 따라 조성된 산책로이다. 길이는 약 1.5km로, 서울 시내를 내려다 볼 수도 있다.

## 사진

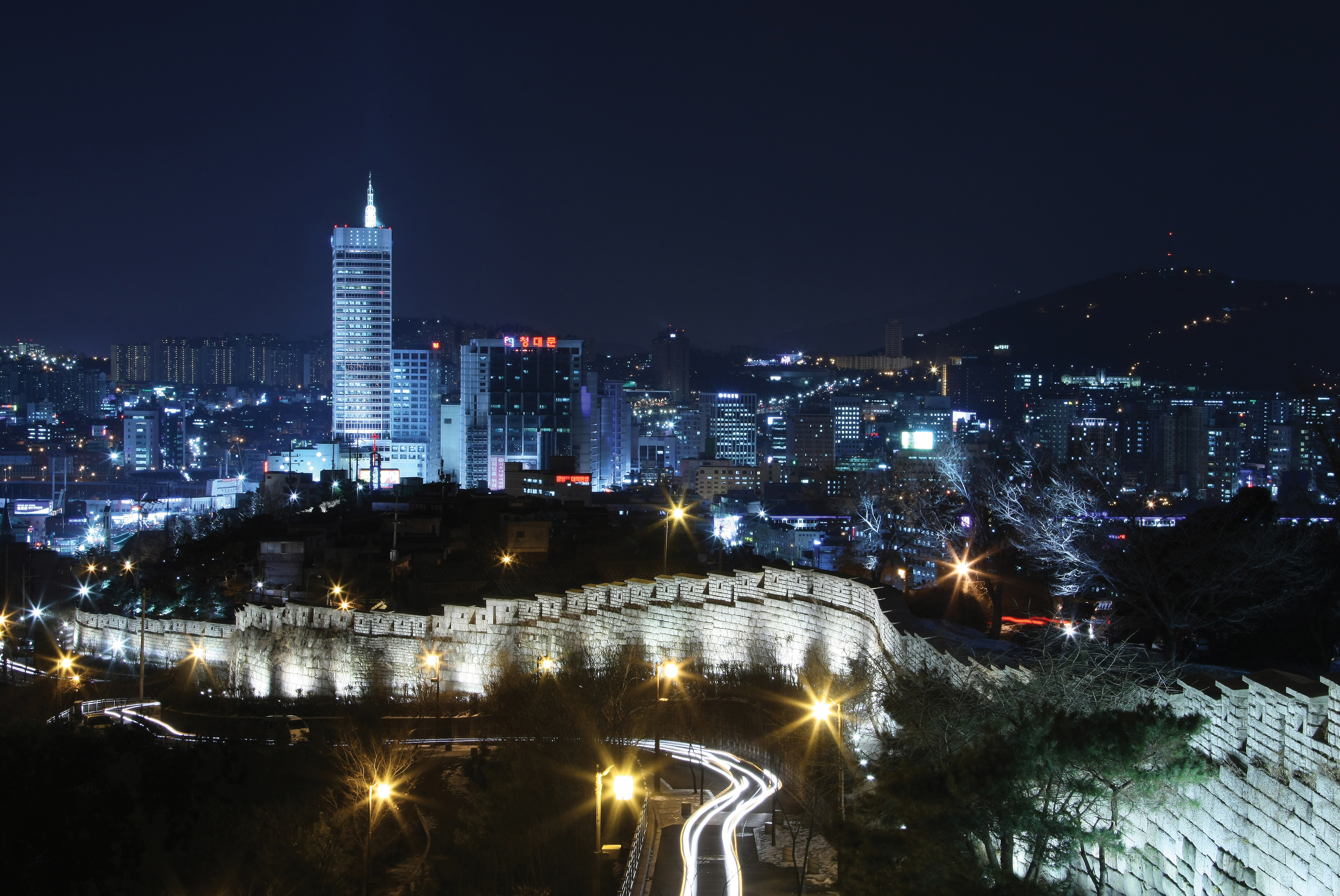
낙산의 야경
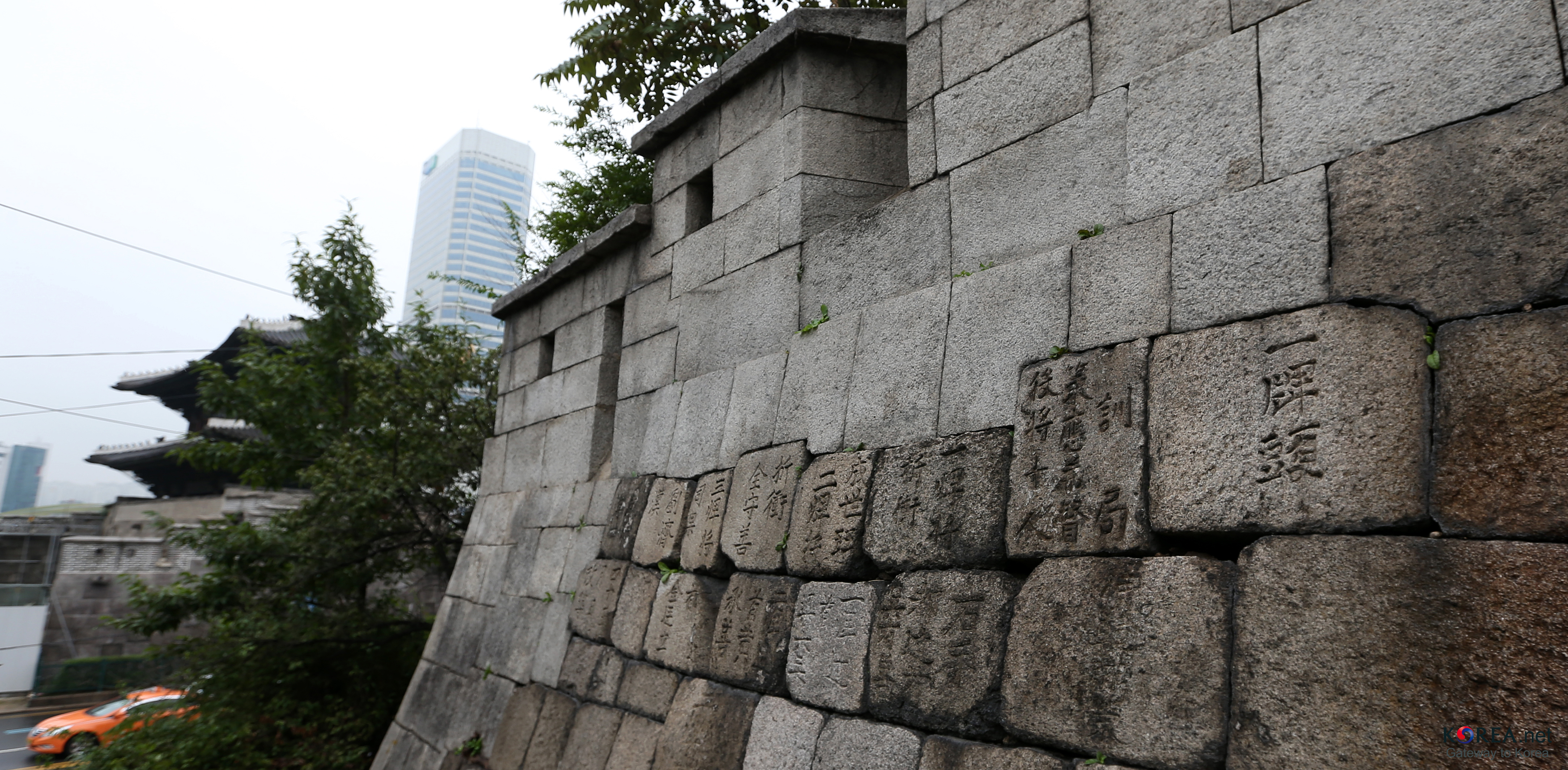
낙산의 각자성석
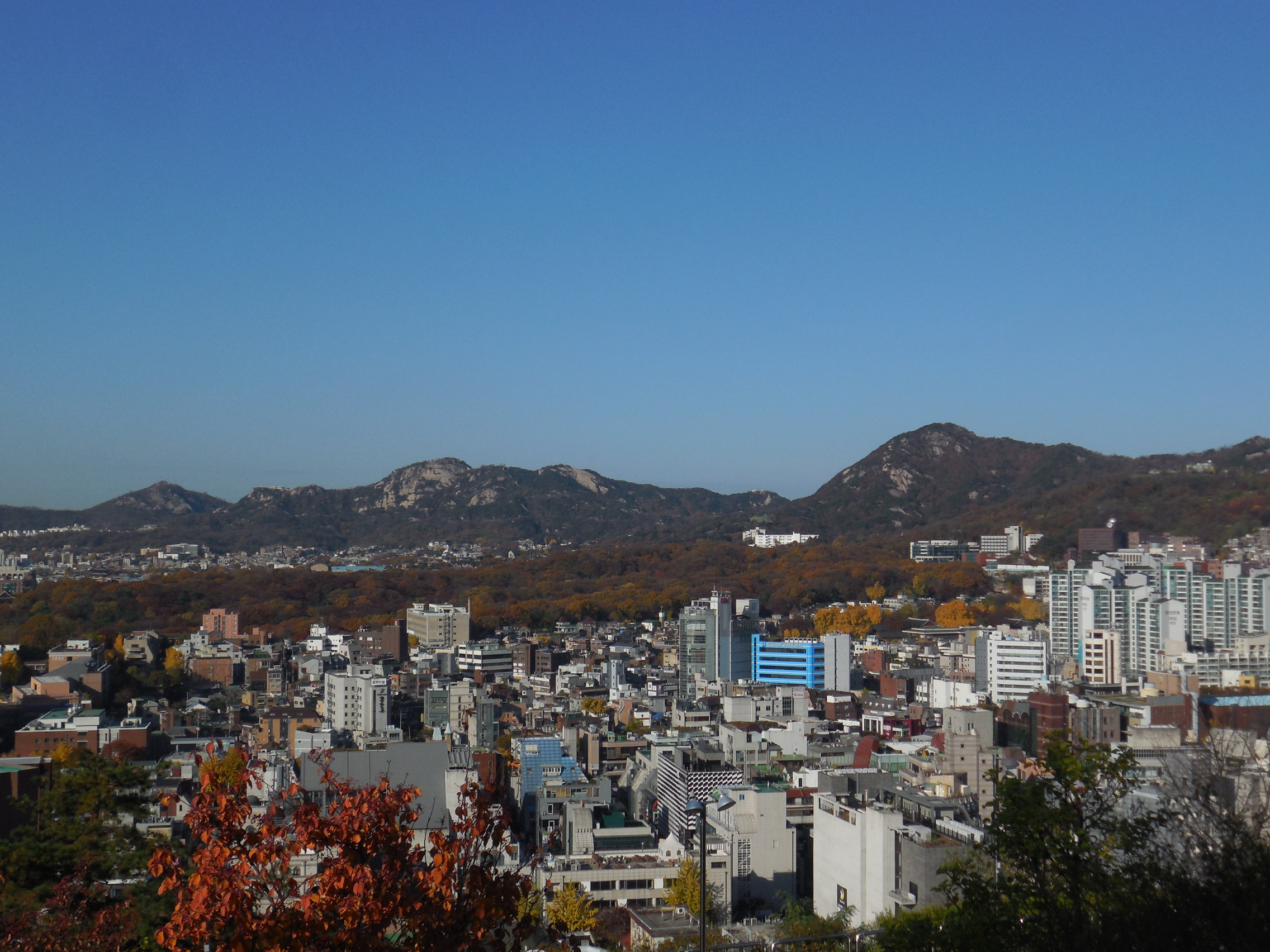
낙산에서 바라본 종로구
동숭동 쪽 공원 입구

## 교통
- ● 수도권 전철 1호선, ● 수도권 전철 4호선 동대문역
- ● 수도권 전철 4호선 혜화역
- ● 수도권 전철 4호선 한성대입구역
- ● 서울 지하철 6호선 창신역

## 같이 보기
- 한양도성
- 마로니에공원
- 남산
- 인왕산
- 북악산
- 서울특별시의 지질

## 참고문헌
본 문서에는 서울특별시에서 지식공유 프로젝트를 통해 퍼블릭 도메인으로 공개한 저작물을 기초로 작성된 내용이 포함되어 있습니다.